# TV Feldkirchen
Der TV Feldkirchen 1886 e.V. ist ein deutscher Sportverein mit Sitz im Stadtteil Feldkirchen in der rheinland-pfälzischen Stadt Neuwied.

## Abteilungen

### Volleyball
Erstmals Volleyball gespielt wurde im Verein ab November 1969 und im Februar 1970 wurde daraus auch eine eigene Abteilung. Am geregelten Spielbetrieb nahmen Mannschaften des Vereins dann erstmals zur Saison 1973/74 teil. Zu dieser Zeit schaffte man es mit den ersten Mannschaften der Frauen und der Männer jeweils bis in die Verbandsliga, höher ging es jedoch nie. Die Männer-Mannschaft wurde schließlich im Jahr 1985 aus Spielermangel sogar aufgelöst.
Ab 1987 gab es jedoch wieder eine Männer-Mannschaft und auch die Frauen-Mannschaft konnte nach einem Abstieg in die Bezirksliga wieder in höheren Sphären vorstoßen. Nach einigen Jahren gelang es schließlich beiden ersten Mannschaften zur Saison 2002/03 in die jeweiligen Landesligen aufzusteigen. Während die Männer-Mannschaft gleich Vizemeister wurde, musste die Frauen-Mannschaft jedoch direkt wieder absteigen.
Zur Saison 2019/20 gelang der Männer-Mannschaft aus der Regionalliga schließlich der Aufstieg in die Dritte Liga Süd. Nach 15 von der Mannschaft gespielten Partien wurde die Saison jedoch aufgrund der COVID-19-Pandemie abgebrochen. Zu diesem Zeitpunkt stand die Mannschaft abgeschlagen mit 8 Punkten auf dem zehnten Platz. Da es aber keine Absteiger gab, durfte die Mannschaft in der Liga verbleiben. Die Folgesaison wurde dann sogar nach erst zwei gespielten Partien des Teams abgebrochen, somit spielt die Mannschaft auch noch in der Saison 2021/22 in der dritthöchsten Spielklasse.